# Гхат (диалект)
Гхат (также гат; англ. ghat, ghât; самоназвание: tamaziq) — один из диалектов (или языков) подгруппы восточный тамахак севернотуарегской группы туарегской ветви берберской семьи.
Распространён в пустынных районах Сахары на западе Ливии (на границе с Алжиром) в южной части территории муниципалитета Гат (с центром в оазисе Гат). Численность говорящих на гхат вместе с носителями других идиомов восточнотамахакского ареала составляет около 24 тыс. человек (2005).

## Классификация
Гхат вместе с идиомами ажжер, урагхен, тимасинин, имангхассатен и другими образуют группу диалектов и/или языков восточнотамахакского языкового ареала, противопоставленного западнотамахакским идиомам ахнет, тайток, ахаггар и иссакамарен. В ряде исследований туарегских языков гхат и некоторые другие близкородственные ему идиомы выделяются как самостоятельные языки, между тем традиционно все они рассматриваются как диалекты одного языка. В частности, данные лексикостатистики позволяют рассмотреть гхат как диалект языка восточный тамахак (в других классификациях — как диалект восточной диалектной группы языка тамахак). В рамках восточнотамахакского ареала гхат с идиомами ажжер и урагхен образуют диалектное единство гхат-ажжер, противопоставленное диалектам тимасинин, имангхассатен, а также туарегским диалектам оазисов Гадамес и Куфра:
- гхат-ажжер:
  - гхат; ажжер; урагхен;
- тимасинин;
- имангхассатен;
- туарегский Гхадамеса;
- туарегский Куфры.

Согласно классификации туарегских языков А. Ю. Айхенвальд и А. Ю. Милитарёва гхат вместе с близкими ему языками ахнет и урагхен включены в северную группу туарегской ветви (кроме них в эту группу входят также языки тамахак, аир, феруан, кель герес (герес) и восточный тауллеммет). В классификации, опубликованной в работе С. А. Бурлак и С. А. Старостина «Сравнительно-историческое языкознание», гхат представлен как один из двух языков севернотуарегской группы наряду с языком ахаггар. Также как один из языков туарегской ветви гхат включён в классификацию афразийских языков британского лингвиста Роджера Бленча.
В справочнике языков мира Ethnologue под названием гхат (с вариантами джанет и ганет) упоминается один из двух диалектов (или диалектных групп) языка тамахак.
Согласно данным исследований А. Ю. Милитарёва, процент этимологически тождественных единиц в стословном списке основной лексики между языком гхат, группой языков ахаггар, аир, восточный тауллеммет и другими равен в среднем 80—84. Этот показатель соответствует IV—VI векам н. э. — времени разделения пратуарегского языка на диалекты. Схожие показатели отмечаются, например, между романскими языками. Большой процент совпадений между языками гхат и ахаггар (87 %), в то время как языки аир и восточный тауллеммет имеют с языком гхат в среднем 80 %, указывает, по мнению А. Ю. Милитарёва, на значительное влияние языка ахаггар на гхат, которое привело к их вторичному сближению.

## Лингвистическая характеристика
Одной из особенностей морфологии диалекта/языка гхат является отсутствие категории статуса имени.